# Aphrodite
Aphrodite (Việt hóa: Aphrôđit/Aphrôđitê/Aphrôđitơ, tiếng Hy Lạp cổ: Ἀφροδίτη, đã Latinh hoá: Aphrodítē, phát âm tiếng Hy Lạp Attica: phát âm tiếng Hy Lạp cổ: [a.pʰro.dǐː.tɛː], tiếng Hy Lạp Koine phát âm tiếng Hy Lạp cổ: [a.ɸroˈdi.te̝], phát âm tiếng Hy Lạp: [a.froˈði.ti]) là nữ thần Hy Lạp cổ đại gắn liền với tình yêu, tình dục, sắc đẹp, niềm vui, đam mê và phồn thực. Hình tượng của bà sau này được hỗn dung với nữ thần Venus của La Mã. Những biểu trưng chính của Aphrodite bao gồm hương đào, hoa hồng, chim bồ câu, chim sẻ và thiên nga. Tục thờ cúng Aphrodite bắt nguồn từ tục thờ cúng nữ thần Astarte của người Phoenicia và có cùng nguồn gốc với nữ thần Đông Semit tên là Ishtar, căn nguyên chính là tục thờ nữ thần Inanna của người Sumer cổ. Cythera, Cyprus, Corinth và Athens xưa kia là những trung tâm chính sùng bái Aphrodite. Cứ đến hạ chí hằng năm, người Hy Lạp lại tổ chức lễ hội Aphrodisia để tôn vinh Aphrodite. Tại vùng Laconia, bà được tôn thờ như một nữ thần chiến binh. Ngoài ra, bà còn là nữ thần bảo trợ của mại dâm và "mại dâm thiêng liêng", một khái niệm văn hóa Hy-La cổ đại hiện đã bị hầu hết giới nghiên cứu thần thoại bác bỏ.
Theo tác phẩm Theogonía của Hēsíodos, Aphrodite sinh ra ngoài khơi Cythera từ bọt biển (ἀφρός, aphrós) tạo ra bởi bộ phận sinh dục của thần Uranus, bị chính con trai mình là Cronus cắt đứt rồi ném xuống biển. Tuy nhiên, sử thi Iliad của Hómēros lại kể rằng bà là con gái của Zeus và Dione. Trong tác phẩm Yến hội, Platon cho rằng hai câu chuyện này kể về hai vị thần khác nhau: Aphrodite Ourania thuộc về trời và Aphrodite Pandemos thuộc về toàn dân gian. Aphrodite còn có nhiều tính ngữ khác ở từng địa phương. Chẳng hạn như Cytherea và Cypris, bởi tương truyền bà sinh ra ở một trong hai nơi đó.
Trong thần thoại Hy Lạp, Aphrodite kết hôn với Hephaestus, vị thần của thợ rèn và gia công. Tuy vậy, Aphrodite không chung thủy và có rất nhiều tình nhân. Trong sử thi Odýsseia, bà bị bắt gặp ngoại tình với vị thần chiến tranh Ares. Trong bài thánh ca Homeros đầu tiên cho Aphrodite, bà quyến rũ chàng chăn cừu trần thế Anchises. Aphrodite còn là mẹ nuôi và tình nhân của chàng chăn cừu phàm trần Adonis, sau này chàng ta bị một con lợn rừng húc chết. Trong thiên sử Iliad, cuộc thi sắc đẹp giữa 3 nữ thần Aphrodite, Athena và Hera đã khơi mào cuộc chiến thành Troia đẫm máu. Aphrodite được coi là biểu tượng của vẻ đẹp phụ nữ trong nghệ thuật phương Tây, một hình tượng rất nổi tiếng trong các tác phẩm văn học phương Tây. Aphrodite là vị thần chính trong nhiều tôn giáo Tân Pagan hiện đại bao gồm Giáo hội Aphrodite, Wicca và Hellenismos.

## Từ nguyên
Nhà thơ Hēsíodos cho rằng danh xưng Aphrodite bắt nguồn từ aphrós (ἀφρός) "bọt biển", nên cả cụm từ có nghĩa là "trỗi dậy từ bọt", nhưng giới chuyên gia hiện đại hầu như đều bác bỏ cách giải thích dân gian này. Nhiều nhà nghiên cứu thần thoại cổ điển thời cận đại cho rằng Aphrodite là một từ gốc Hy Lạp hoặc gốc một ngôn ngữ Ấn-Âu nào đó, tuy vậy vẫn chưa được công nhận chính thức. Danh xưng Aphrodite có lẽ bắt nguồn từ một ngôn ngữ Semit nào đó chứ không phải Hy Lạp, nhưng nguồn cội chính xác của nó chưa thể được xác định.
Nhiều học giả vào cuối thế kỷ XIX và đầu thế kỷ XX chấp nhận cách giải nghĩa "bọt" của Hēsíodos và phân tích phần thứ hai của Aphrodite là *-odítē "kẻ lang thang" hoặc *-dítē "sáng". Nhà ngôn học người Đức Michael Janda ủng hộ luận điểm của Hēsíodos, cho rằng câu chuyện sinh ra từ bọt của Aphrodite là một thần thoại gốc Ấn-Âu. Nhà ngôn học người Ba Lan Krzysztof T. Witczak cho rằng cái tên Aphrodite là một từ ghép Ấn-Âu của *-abʰor"rất" và *-dʰei"tỏa sáng", có liên hệ với tên của thần Eos. Nhiều học giả khác cho rằng thuyết đó sai lầm vì các thuộc tính của Aphrodite hoàn toàn khác biệt so với Eos và vị thần Vệ Đà Ushas.
Một số nhà nghiên cứu tiếp cận vấn đề này theo hướng từ nguyên phi-Hy Lạp. Chẳng hạn như giả thuyết Semit so sánh Aphrodite với barīrītu tiếng Assyria, tên gọi một con quỷ nữ xuất hiện trong một số văn bản Trung Babylon và Hậu Babylon. Hammarström so sánh Aphrodite với từ (e)prϑni "chúa tể" trong tiếng Etrusca, một kính ngữ được vay mượn sang tiếng Hy Lạp thành từ πρύτανιρύτ. Nếu điều này đúng thì cái tên Aphrodite căn nguyên là một kính ngữ mang nghĩa "người phụ nữ". Hầu hết chuyên gia bác bỏ thuyết này, bởi lẽ Aphrodite đã được vay mượn sẵn sang tiếng Etrusca thành Apru từ lâu rồi (bắt nguồn từ Aphrō của tiếng Hy Lạp). Cuốn Etymologicum Magnum thời Trung Cổ (khoảng năm 1150) cung cấp một thuyết từ nguyên nữa, cho rằng Aphrodite bắt nguồn từ habrodíaitos (ἁβροδίαιτος), nghĩa là "cô ấy sống tinh tế", một từ ghép của habrós và díaita. Sự biến đổi âm b thành ph được giải thích là một đặc điểm "quen thuộc" của tiếng Hy Lạp "hiển nhiên là từ tiếng Macedonia Cổ".

### Thời cổ điển

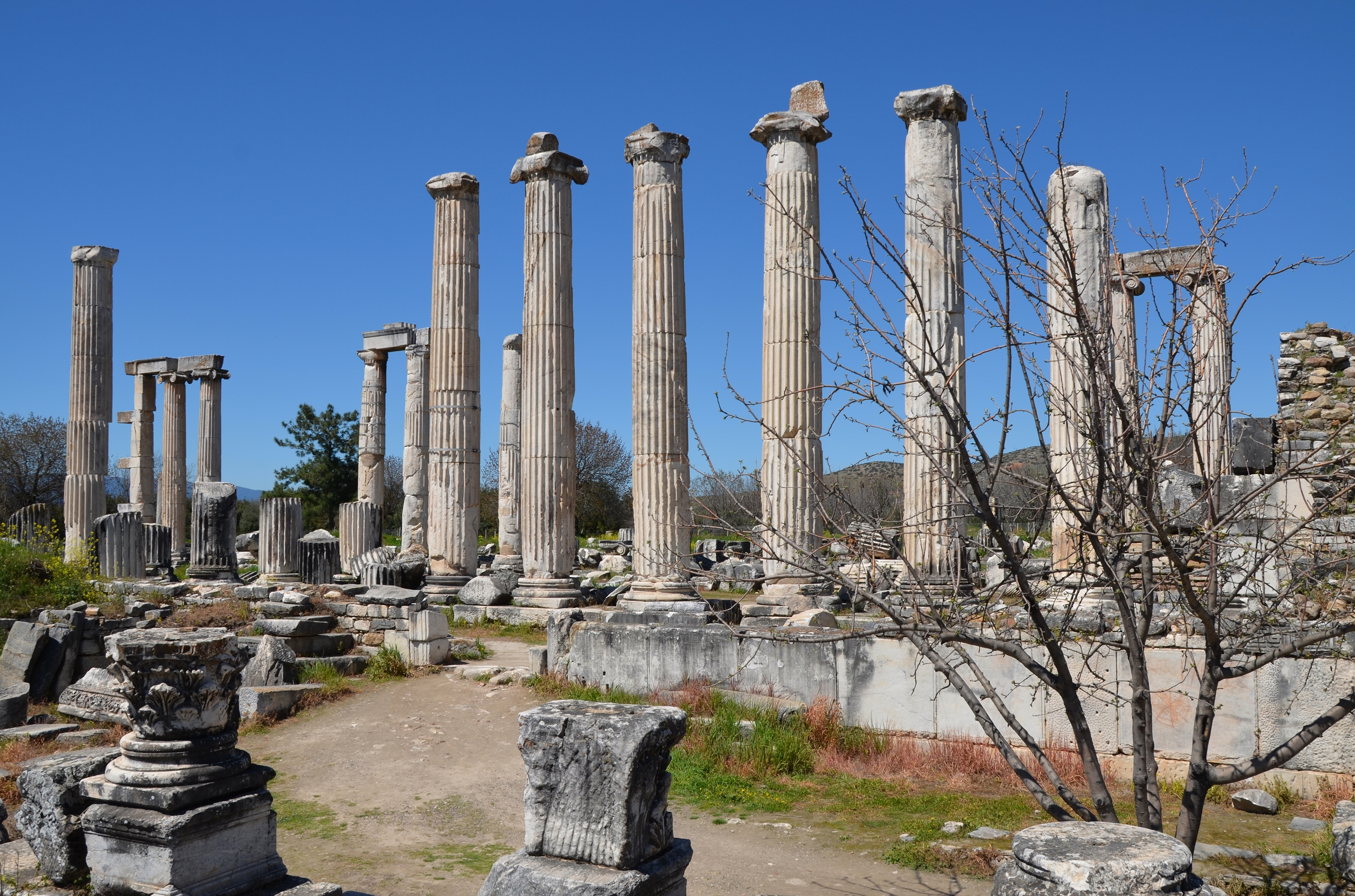
Tàn tích của đền thờ Aphrodite tại Aphrodisias

### Thời Hy Lạp hóa và La Mã

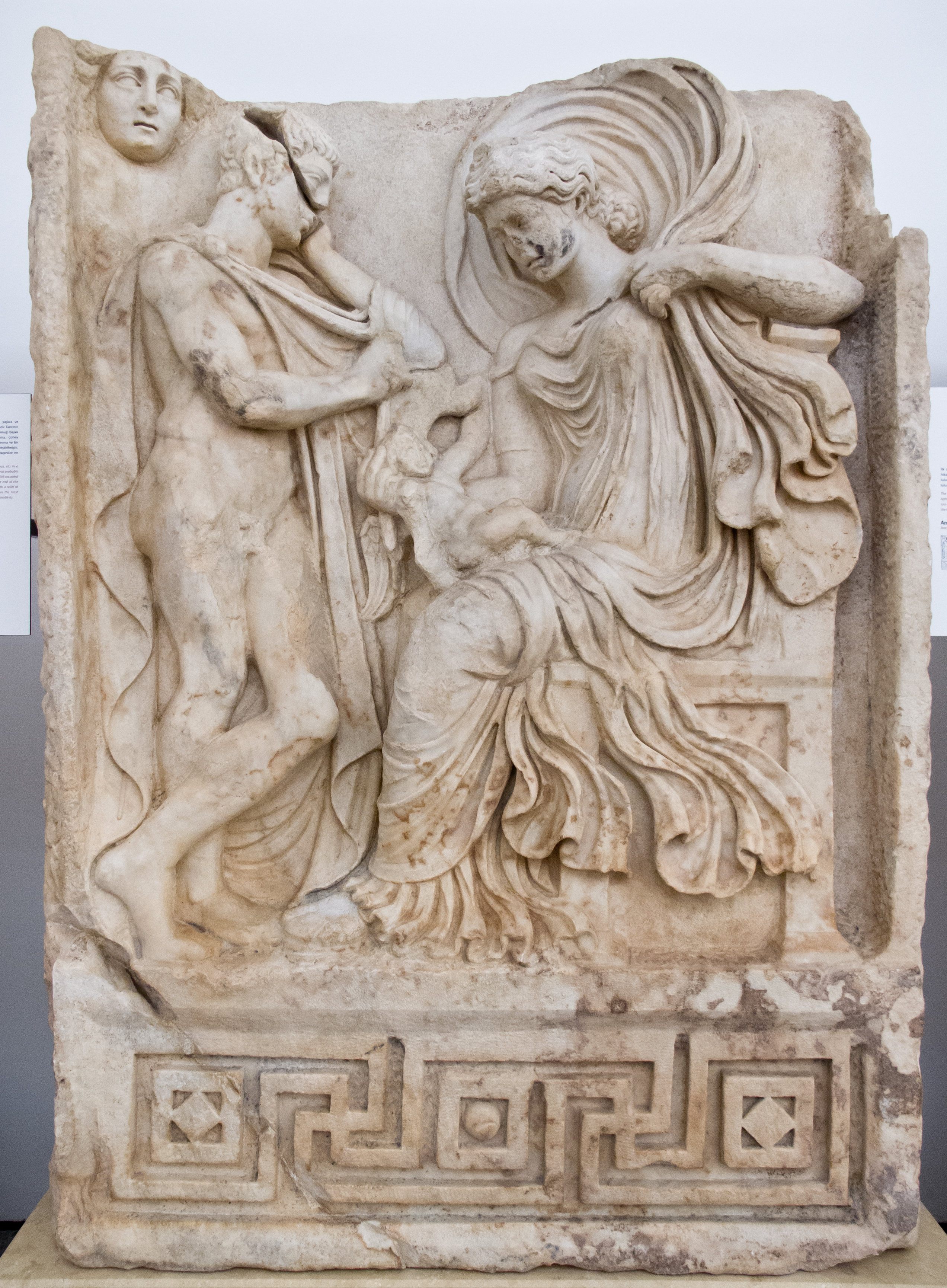
Tranh chạm nổi của Aphrodite bị ảnh hưởng bởi La Mã tại Aphrodisias. Có thể thấy bà đang ngồi trên ngai, tay mang một đứa bé, còn chàng chăn cừu Anchises đứng cạnh.

### Ra đời

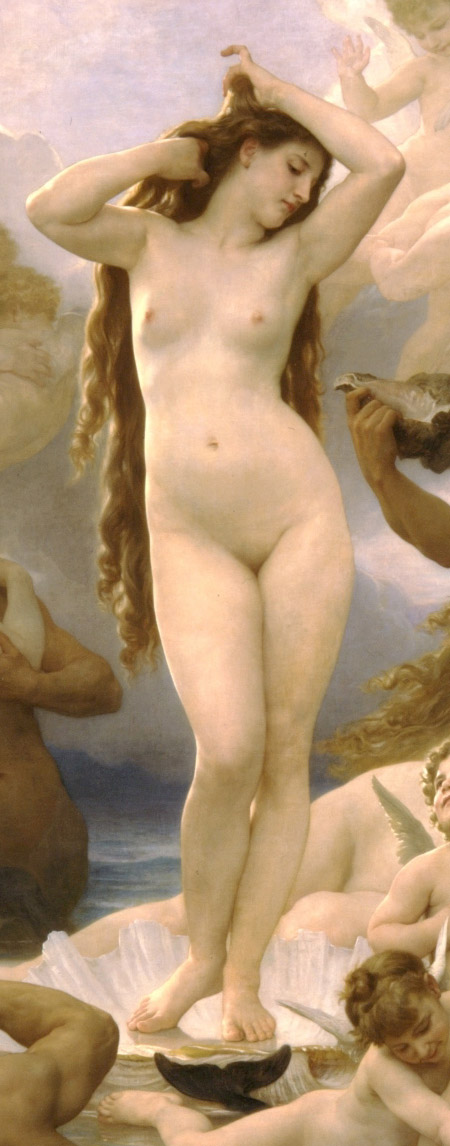
La Naissance de Vénus, William-Adolphe Bouguereau, Bảo tàng Orsay

### Hôn nhân

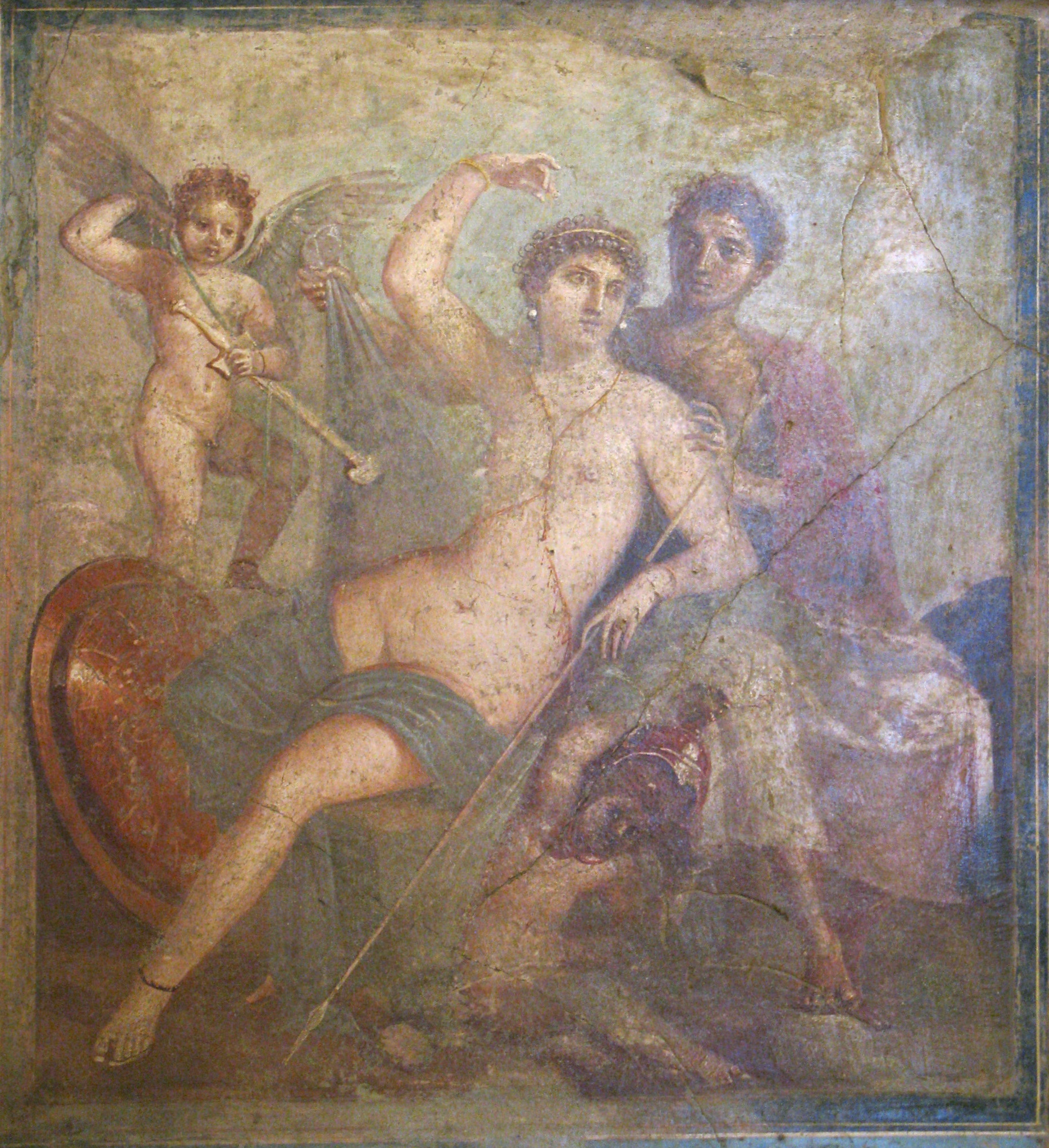
Tranh khảm La Mã thế kỷ I của Mars và Venus từ cổ trấn Pompeii

### Anchises

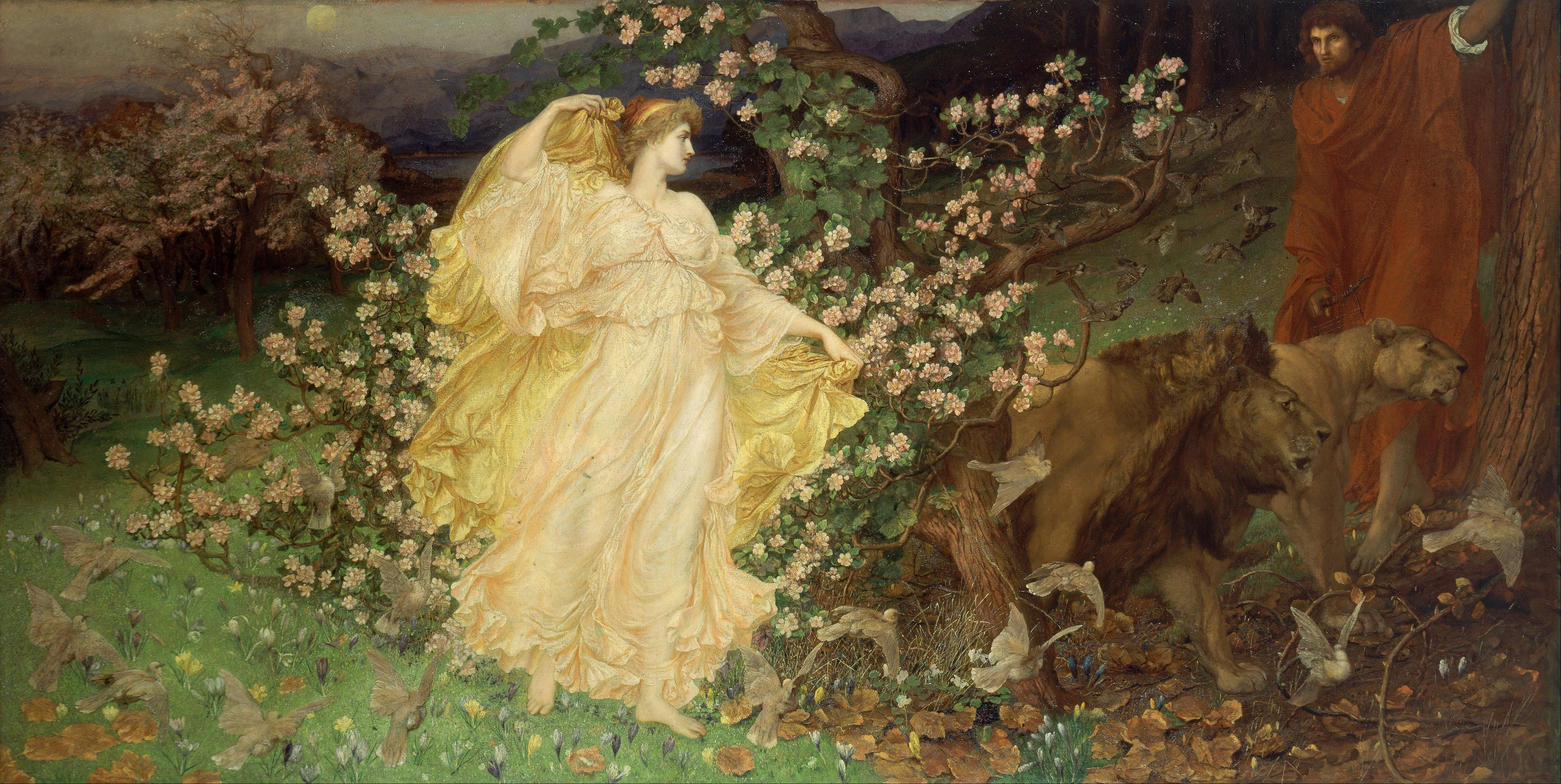
Venus and Anchises (1889 hoặc 1890) bởi William Blake Richmond